# Juegos Mediterráneos de 1983
Los IX Juegos Mediterráneos se celebraron en Casablanca (Marruecos), del 3 al 17 de septiembre de 1983, bajo la denominación Casablanca 1983.
Participaron un total de 2.180 deportistas (1.845 hombres y 335 mujeres) representantes de 16 países mediterráneos. El total de competiciones fue de 162 repartidas en 20 deportes. Retorno a la supremacía de Italia, a quien siguieron en medallero Francia y España que, con 18 oros, ocupó lugar en el podio.

## Medallero
| Núm. | País       | Oro | Plata | Bronce | Total |
| ---- | ---------- | --- | ----- | ------ | ----- |
| 1    | Italia     | 52  | 44    | 47     | 143   |
| 2    | Francia    | 38  | 41    | 29     | 108   |
| 3    | España     | 18  | 23    | 28     | 69    |
| 4    | Yugoslavia | 16  | 18    | 20     | 54    |
| 5    | Grecia     | 11  | 10    | 12     | 33    |
| 6    | Turquía    | 11  | 5     | 15     | 31    |
| 7    | Marruecos  | 8   | 5     | 7      | 20    |
| 8    | Argelia    | 4   | 3     | 7      | 14    |
| 9    | Túnez      | 4   | 1     | 4      | 9     |
| 10   | Egipto     | 1   | 8     | 11     | 20    |
| 11   | Líbano     | 1   | 2     | 0      | 3     |
| 12   | Siria      | 0   | 3     | 2      | 5     |

| Predecesor: Split 1979 | IX Juegos Mediterráneos 1983 | Sucesor: Latakia 1987 |

- Datos: Q402441
- Multimedia: 1983 Mediterranean Games / Q402441